# Halichoeres prosopeion
Halichoeres prosopeion là một loài cá biển thuộc chi Halichoeres trong họ Cá bàng chài. Loài này được mô tả lần đầu tiên vào năm 1853.

## Từ nguyên
Từ định danh prosopeion bắt nguồn từ προσωπεῖον (prosōpeîon) trong tiếng Hy Lạp cổ đại và có nghĩa là "mặt nạ", không rõ hàm ý, có lẽ đề cập đến màu xanh trên đầu của cá trưởng thành.

## Phạm vi phân bố và môi trường sống
Từ rạn san hô Ashmore, H. prosopeion được phân bố rộng rãi ở khu vực Đông Nam Á, trải dài đến Palau, quần đảo Samoa và Tonga ở phía đông, ngược lên phía bắc đến vùng biển phía nam Nhật Bản, xa về phía nam đến bờ đông Úc (bao gồm rạn san hô Great Barrier) và Nouvelle-Calédonie.
Ở Việt Nam, H. prosopeion được ghi nhận tại cù lao Chàm (Quảng Nam); đảo Lý Sơn (Quảng Ngãi); vịnh Xuân Đài và bờ biển Phú Yên; bờ biển Ninh Thuận; vịnh Nha Trang (Khánh Hòa); cù lao Câu và một số đảo đá ngoài khơi Bình Thuận; cũng như tại quần đảo Hoàng Sa.
H. prosopeion sống trên rạn san hô viền bờ và trong đầm phá, đặc biệt là khu vực có nhiều san hô phát triển, ở độ sâu đến ít nhất là 40 m.

## Mô tả
H. prosopeion có chiều dài cơ thể lớn nhất được ghi nhận là 13 cm. Hai cặp răng nanh ở phía trước của hàm trên và một cặp ở hàm dưới.
Đầu và thân trước của cá trưởng thành có màu xanh lam xám/xanh tím, nhạt dần và chuyển thành màu vàng ở thân sau và đuôi. Có một đốm đen viền xanh óng ở phía trước vây lưng. Vây bụng màu trắng xanh, chạm được đến gốc vây hậu môn. Cá con có màu trắng với khoảng bốn đường sọc đen dọc chiều dai cơ thể.
Số gai ở vây lưng: 9; Số tia vây ở vây lưng: 12; Số gai ở vây hậu môn: 3; Số tia vây ở vây hậu môn: 12; Số tia vây ở vây ngực: 13–14; Số gai ở vây bụng: 1; Số tia vây ở vây bụng: 5; Số vảy đường bên: 27.

## Sinh thái học
Thức ăn của H. prosopeion có thể bao gồm các loài nhuyễn thể và giáp xác. Chúng thường sống đơn độc.

## Thương mại
H. prosopeion được đánh bắt trong các hoạt động buôn bán cá cảnh.